# Görbő
Görbő 1930 óta Pincehelyhez tartozó egykori község, Tolna vármegye északi részén, a Kapos és a Sió összefolyásától pár kilométerre található a 61-es főút és a 6313-as mellékút találkozásánál.
1822-23-ban a nemzet nagy költője, Vörösmarty Mihály itt joggyakornokoskodott Csefalvay Ferenc kúriájában. Az akkori alispán szeretettel fogadta az ifjú Vörösmartyt, és folyamatosan vonta be a költőt a hazai politikába. Itt írta a Zalán futása című eposzának előszavát.
Vörösmarty szerette a meghitt környezetben lévő kis kastélyt, a körülötte lévő parkot. Sokszor lejárt a Kapos folyóra horgászni, szívesen járt az úri család tagjaival a Tuhutum hegy pincéihez, valamint a pincehelyi templomot is sokszor meglátogatta.
Görbőn számos „nagyúr” élt, köztük a Dőryek és a Csehfalvayak.
Görbőn található a Nepomuki Szent János kápolna, amely a 18. században épült (egy legenda szerint az angyalok hozták ezt a kápolnát). A kápolna mellett forrás tör felszínre, amelyet a helyiek szentkútnak neveznek, és gyógyhatásúnak tartanak.
Görbőt három részre oszthatjuk: Picsord (Széchenyi utca), Rókavölgy (Gyulai Pál utca) és Szőlőhegy (Zrínyi utca).